# Penelles

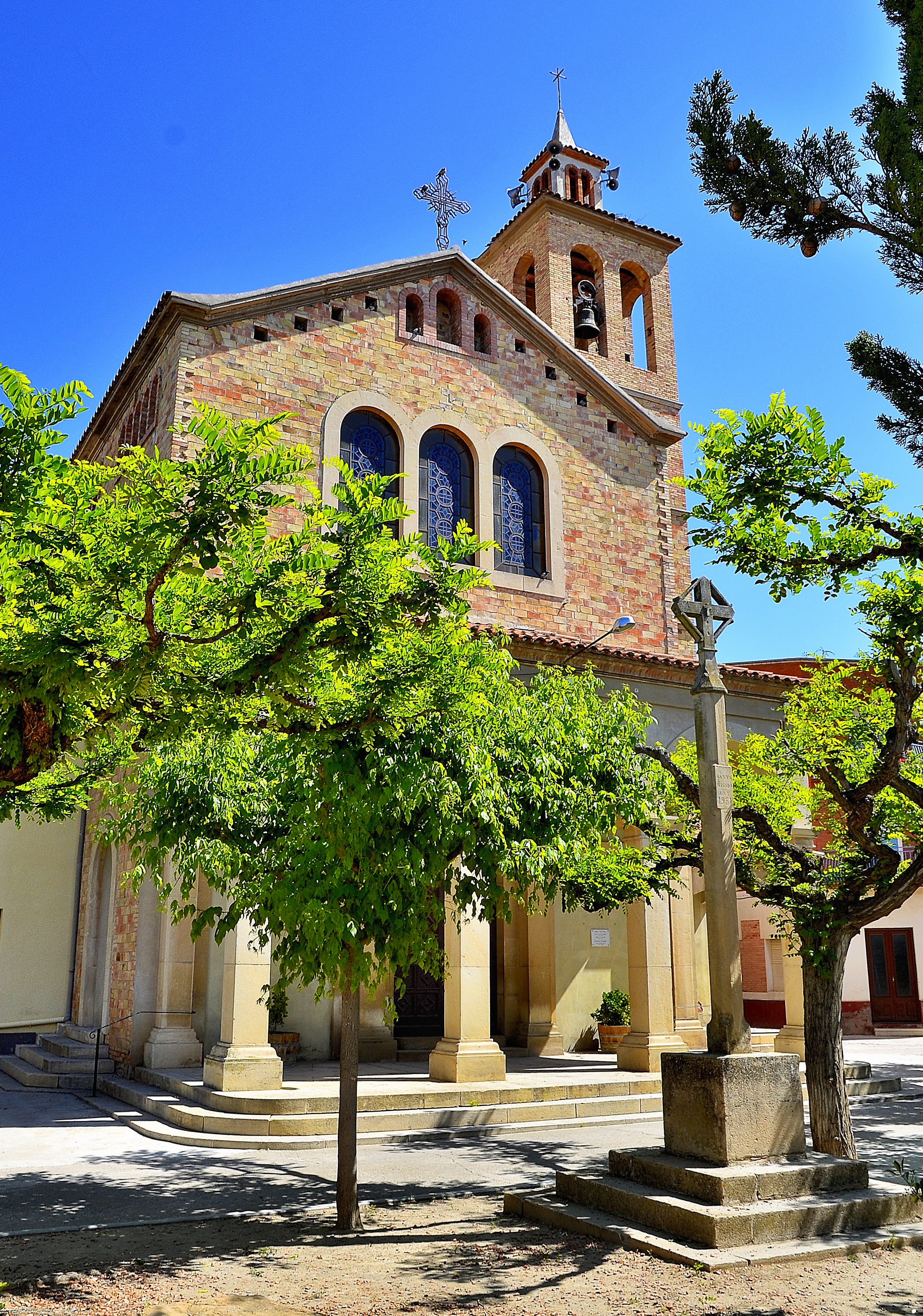
L'église de San Juan Bautista.

Penelles est une commune de la province de Lérida, en Catalogne, en Espagne, de la comarque de Noguera.

## Démographie
Évolution démographique entre 1900 et 1986
| 1900 | 1930 | 1950 | 1970 | 1981 | 1986 |
| 983  | 1216 | 1134 | 1033 | 707  | 620  |

## Économie
L'économie de Penelles est surtout basée sur l'agriculture, l'élevage et l'industrie viticole.

## Lieux et monuments
- L'église de San Juan Bautista
- Le château del remedio, restauré en 1954